# 비념
"비념"(Jeju Prayer)은 한국에서 제작된 임흥순 감독의 2012년 다큐멘터리 영화이다. 강상희 등이 주연으로 출연하였다.

## 출연

### 주연
- 강상희
- 한신화

## 기타
- 프로듀서: 김민경
- 제작지원: 김지혜
- 제작지원: 현준영
- 제작지원: 김하진
- 제작지원: 김익현
- 제작지원: 김재효
- 촬영부: 이진환
- 촬영부: 김지곤
- 사운드슈퍼바이저: 표용수
- 편집보: 백경민
- 편집보: 황인곤
- 편집보: 김유인
- 광고디자인: 최지웅
- 광고디자인: 박동우
- 사운드부문: 고은하
- 디지털처리부문: 최정곤
- 디지털처리부문: 송세진
- 디지털처리부문: 김영근
- 번역부문: 문영민
- 번역부문: 권진
- 번역부문: 김혜안
- 번역부문: 백현주
- 번역부문: 김솔하
- 번역부문: 현준영
- 번역부문: 김영환
- 자막감수: 김종민
- 무가감수: 한진오
- 후반진행: 신은희
- 후반진행: 백경민
- 배급부문: 곽용수
- 배급부문: 한소명
- 배급부문: 나두나
- 배급부문: 김화범
- 배급부문: 곽미현
- 배급부문: 장은미
- 배급부문: 원인정
- 마케팅부문: 조계영
- 마케팅부문: 연경아